# David Pirie
David Pirie és un guionista, productor de cinema, crític de cinema i novel·lista. Com a guionista, és conegut pels seus thrillers originals negres, adaptacions clàssiques i peces gòtiques d'època. El 1998, va ser nominat a l'BAFTA a la millor sèrie dramàtica per la seva adaptació de la novel·la de Wilkie Collins de 1859 La dama de blanc a "The Woman in White" (BBC, 1997). El seu primer llibre, A Heritage of Horror: The English Gothic Cinema 1946–1972 (1973), va ser la primera antologia de llibres de cinema de terror britànic. Ha escrit diverses novel·les, inclosa la trilogia Dark Beginnings of Sherlock Holmes que inclou The Patient's Eyes (2002), The Night Calls (2003), and The Dark Water (2006).

## Guió
El treball de Pirie per a la televisió i el cinema inclou el premiat Festival de televisió de Nova York Rainy Day Women (1984), descrit per Mark Lawson a The Guardian com "una de les obres mestres descuidades de la televisió britànica" El seu Never Come Back (BBC, 1990) en tres parts, una adaptació d'un obscur thriller de guerra del mateix nom de l'autor John Mair, ha estat descrit com "el l'atmosfera de cinema negre del cinema dels anys 40 va aconseguir un efecte notable."
Ashenden de Pirie (1991), que va ser adaptada de les històries de Somerset Maugham, no va ser ben rebut al Regne Unit però elogiat pels crítics estatunidencs. El seu drama de tres parts Natural Lies es va emetre per primera vegada a la BBC el 1992. Va provocar la polèmica el 1995 amb Black Easter, un thriller de futur proper per a BBC2 que examina una Unió Europea cada cop més distòpica que lluita contra les onades d'immigració d'una guerra a les seves fronteres: malgrat la seva popularitat, mai s'ha repetit. Va escriure Element of Doubt (1996) ai va treballar (sense acreditar) en el guió de Lars von Trier, nominada a l'Oscar. Breaking the Waves (1996).
El 1998, Pierie va ser nominat a l'BAFTA a la millor sèrie dramàtica per la seva adaptació de la novel·la de Wilkie Collins de 1859 La dama de blanc a "The Woman in White" (BBC, 1997). La pel·lícula de dues parts va ser descrit per The Observer com "simplement el millor drama de televisió que es pot oferir." El 2018 va ser co-productor executiu de la sèrie de televisió de cinc parts de la BBC The Woman in White de la mateixa novel·la, protagonitzada per Jessie Buckley.
Pirie va adoptar un nou enfocament a Sherlock Holmes tant a la televisió com més tard a les novel·les amb el cicle 'Murder Rooms', del qual Publishers Weekly va escriure: "Aquest brillant debut misteri del guionista britànic Pirie ofereix un gir de novel·la al pastitx de Sherlock Holmes". Primer va veure vida com un pilot de dos episodis Murder Rooms (2000) que es va basar en part en els primers anys d'Arthur Conan Doyle. Variety' ' va escriure: "L'escriptor David Pirie ha elaborat una barreja intel·ligent d'evidència històrica i ficció a la manera magnífica d'un misteri tradicional de Holmes." El programa va ser el segon més ben valorat de tots els drames de BBC2 durant el seu any, generant la sèrie de llibres i programes de televisió, sobretot Murder Rooms: The Patient's Eyes (2001). Pirie es va acreditar com a productor associat.
The Wyvern Mystery (BBC, 2000) en dues parts de Pirie, una adaptació de l'obra gòtica de terror homònima de Sheridan Le Fanu, s'ha descrit com "un petit esplèndid - homenatge a la pantalla als melancòlics i ombrívols melodrames de Gainsborough dels anys quaranta."El 2003, la seva adaptació del guió de Sad Cypress d'Agatha Christie, es va emetre a ITV com a episodi de la sèrie Poirot, protagonitzada per David Suchet.
El 2009, la seva sèrie d'ITV Murderland protagonitzada per Robbie Coltrane va assolir qualificacions que Digital Spy va qualificar d'"impressionants" i The Guardian va assenyalar que va obtenir un 26% de quota i 6,3 milions d’espectadors per al seu episodi d'obertura, averaging 5.8 million throughout its run.
El 2014, Pirie estava treballant en un remake modern de Un altre pas de rosca d'Henry James, una versió de la seva primera producció televisiva Rainy Day Women i un thriller ambientat als anys 60 Six Zero per a Carnival Films els creadors de Downton Abbey.

## Crític de cinema, periodista i autor
Abans de convertir-se en guionista, Pirie va treballar com a crític de cinema per a publicacions com Sight and Sound i Monthly Film Bulletin, mentre que durant alguns anys va ser l'editor de cinema de Londres Time Out. També ha escrit per a diversos diaris com The Times, The Guardian i The Daily Telegraph.
El seu primer llibre, A Heritage of Horror: The English Gothic Cinema 1946–1972 (1973), el primer llibre de compliació de la pel·lícula de terror britànica, segons Kim Newman a Sight and Sound "fa temps que s'ha considerat com un clàssic pioner" i SFX el descriu com una de la petita categoria de llibres essencials sobre cinema de terror. En ell analitza les pel·lícules de Hammer i Amicus, i altres fenòmens de terror britànics, incloses les obres de Michael Reeves i el que Pirie anomenava Anglo-Amalgamated's "Sadean Trilogy", començant amb Horrors of the Black Museum el 1959. Una versió actualitzada del llibre de Pirie, titulada A New Heritage of Horror: The English Gothic Cinema es va publicar l'any 2008. El cineasta Martin Scorsese el va descriure com "el millor estudi de les pel·lícules de terror britàniques i una contribució important a l'estudi del cinema britànic en conjunt". Les altres obres relacionades amb el cinema de Pirie inclouen  The Vampire Cinema (1975) i Anatomy of the Movies (1981, com a editor).
Ha escrit diverses novel·les, entre elles Mystery Story (1980) i la trilogia Dark Beginnings of Sherlock Holmes que inclou The Patient's Eyes (2002), The Night Calls (2003), i The Dark Water (2006). The New York Times va escriure sobre el primer: "És la combinació d'estil i erudició... la que dona a aquest fil atmosfèric l'emoció més gran del repte intel·lectual." Publishers Weekly el va descriure com "un misteri de debut brillant... i diversos passatges són realment escalofriants.."